# Meteor (grupa literacka)
Meteor – polska grupa literacka powstała pod koniec lat 20. XX wieku w Łodzi. W 1928 w Warszawie opublikowano w jej ramach trzy numery czasopisma pod tą samą nazwą „Meteor”. Grupa istniała do około 1930 roku.
Założycielami Meteora byli: Grzegorz Timofiejew, Marian Piechal i Kazimierz Sowiński, którzy już w latach 1925–1926, będąc uczniami Miejskiego Gimnazjum Męskiego w Łodzi, myśleli nad powołaniem grupy. Ostatecznie grupa powstała w 1928 roku, a przyłączyli się do niej także Władysław Bieńkowski, Włodzimierz Słobodnik, Roman Kołoniecki, Światopełk Karpiński, Stefan Flukowski, Rafał Len, Tadeusz Horzelski i Jan Ostaszewski. Oprócz własnego czasopisma redagowali w latach 1929–1930 dodatek literacki pt. Z twórczości poetów grupy Meteor dołączany do gazety „Głos Polski” (potem „Głos Poranny”). Zainicjowali także serię wydawniczą o nazwie Biblioteka Meteora, w ramach której ukazały się trzy zbiory poetyckie: Piechala Krzyk z miasta (1929), Sowińskiego Gwiazdy na strychu (1930) i Timofiejewa Nie ma mnie w domu (1930). Organizowali w Łodzi i Warszawie spotkania autorskie i wieczory dyskusyjne.
W trzech artykułach opublikowanych na łamach „Meteora” zawarto program literacki grupy: w zbiorowym tekście Od redakcji (nr 1) oraz autorstwa Bieńkowskiego Na barykady i Mitologia czynu (nr 2). Były to nawiązania do Legendy Młodej Polski Stanisława Brzozowskiego oraz do twórczości Cypriana Kamila Norwida. Skamandryci zostali zaatakowani za ich postawę aspołeczną, inspirowano się natomiast poetyką twórczości Awangardy Krakowskiej. Jednakże utwory samych poetów Meteora nie były spójne – charakteryzowały się silnym indywidualizmem. Podejmowano zarówno tematy społeczne i proletariackie, jak i intymne oraz egzystencjalne refleksje.
W 1930 roku Piechal, Flukowski, Słobodnik, Bieńkowski i Karpiński przeszli do Kwadrygi, tym samym Meteor jako grupa przestała istnieć. Z kolei Timofiejew w latach 1931–1932 wydawał w Łodzi czasopismo „Prądy”, na łamach którego publikowali Paweł Hulka-Laskowski, Zofia Nałkowska, Józef Wittlin, Jan Nepomucen Miller, Julian Tuwim oraz Sowiński, Piechal i Len – byli członkowie Meteora.